# Anne Petitpierre
Anne Petitpierre-Sauvain (* 21. September 1943 in Genf) ist eine Schweizer Juristin und Politikerin der Freisinnig-Demokratischen Partei (FDP). Sie ist seit 1993 Professorin an der Universität Genf und war von 1987 bis 2005 Mitglied des Internationalen Komitees vom Roten Kreuz, darunter von 1998 bis 2005 als dessen Vizepräsidentin.

## Biografie
Anne Petitpierre wurde 1943 in Genf geboren und erhielt nach einem Studium der Rechtswissenschaften an der Universität Genf im Jahr 1966 ihre Zulassung als Rechtsanwältin. Von 1977 bis 1985 gehörte sie dem Grand Conseil, dem Parlament des Kantons Genf, an. Ab 1987 unterrichtete sie an der Universität Genf, von der sie 1993 zur Professorin für Handels- und Umweltrecht berufen wurde.
Von 1987 bis 2005 war sie Mitglied des Internationalen Komitees vom Roten Kreuz (IKRK), als dessen Vizepräsidentin sie von 1998 bis 2005 fungierte. Nach ihrem Ausscheiden aus dem IKRK wurde sie zum Ehrenmitglied ernannt. Darüber hinaus wirkte sie zeitweise als Präsidentin des WWF Schweiz.
Anne Petitpierre ist mit dem ehemaligen Genfer National- und Ständerat Gilles Petitpierre verheiratet.

## Werke (Auswahl)
- Environmental Law in Switzerland. Den Haag 1999
- Schweizerisches Privatrecht. Basel und München 2006 (als Mitautorin)